# Vranik vára
Vranik vára egy középkori várrom Horvátországban, a Lika-Zengg megyei Gospićhoz tartozó Vranik határában.

## Fekvése
A Gospićtól délkeletre található Vranik falu felett a Lovinac - Ploča - Udbina út jobb oldalán, Lovinac és Vranik falvak között emelkedő 797 méter magas Gradina nevű magaslaton találhatók az egykori vár maradványai.

## Története
Mercator térképéről „Iurasevic” néven rendelkezünk információval erről a várról, amely Novakovićtól délnyugatra, és Zirtől keletre helyezkedik el. Ma itt található Vranik falu, és a vár is ezen a néven jelenik meg a törökök által 1527-ben elfoglalt erődítmények listáján. Ezen információk alapján arra következtethetünk, hogy a középkorban Vraniknak Jurašević volt a neve, amelynek név azonban idővel feledésbe merült. 
Mivel a vár írott forrásokban nem szerepel, birtokosairól sincs információ, csak annyi tudható, hogy sem a Kurjaković, sem a Frangepán család birtokában nem volt. A vár szomszédságában a Mogorović család birtokai voltak, amelyek között ott volt a Jurislavić-ág is, amelynek Felső-Likán voltak a birtokai. Lehetséges, hogy ez az ág volt a tulajdonosa a mai Vranik környékének, és a település az ő nevüket viselte. Talán Vranik várának építői is ők lehettek.

## A vár mai állapota
A várnak négyzet alakú alapja volt, amely a déli oldalon három, félkör alakú toronyban folytatódott. A vár alaprajzát leginkább az alapok őrizték meg, legjobban megmaradt részei pedig déli és keleti tornyok, amelyek falai nagyon jól láthatók. A legjobban megőrzött rész a vár külső részén a keleti torony, mely 2 m magasságban megmaradt, ezen kívül a déli torony fala is 2,5 m magas. Legkevésbé a nyugati torony maradt fenn, amelyhez nem lehet meghatározni a teljes alaprajzot, mert a vár nyugati fala a lejtőre omlott, és csak találgatni lehet, hogy a fal melyik irányba nyúlt. Az is lehetséges, hogy a nyugati torony egyáltalán nem létezett, ez esetben a sziklának támaszkodó sarok a fal sarka volt, és nem torony. A harmadik, nyugati torony létezésének lehetősége elvezet egy alig észrevehető fal létezésének lehetőségéhez, amely a vár sarkától 5 m-re merőlegesen ereszkedett le a nyugati falig. Létezése nem teljesen biztos, mert csak néhány kő látható, amely a falra utalhat. Ha létezne ilyen fal (ezt csak régészeti szondázás alapján lehet meghatározni), akkor ez a nyugati torony északi fala lenne. A déli és a nyugati torony a hegy kőzetére támaszkodott, falának szerves részeként használva azt, ami nem elszigetelt eset Lika középkori várainál és azon kívül sem.